# RR-403
A  RR-403 é uma rodovia brasileira do estado de Roraima. Essa estrada intercepta a RR-205.
Está localizada na região Norte do estado, atendendo ao município de Alto Alegre, numa extensão de 69 quilômetros. A rodovia cruza a terra indígena Boqueirão.